# Dimitri Diatchenko
Dimitri Diatchenko (San Francisco, Estados Unidos, 11 de abril de 1968 - Daytona Beach, 21 de abril de 2020) fue un actor y cantante estadounidense de origen ucraniano conocido por su fuerte acento ruso, que le ha permitido interpretar a varios personajes de nacionalidad rusa tanto en series de televisión como en videojuegos.

## Biografía
Nació en San Francisco, California en 1968. De ascendencia ucraniana por parte de padre y suecogriega por parte materna. A los ocho años empezó a tocar la guitarra en la escuela y dos años después haría su primer recital como solista. A medida que iba haciéndose más mayor y gracias a sus estudios, ganó varios premios en competiciones de guitarra como el Stotsenberg International Classical Guitar Competition y el Campeonato Mundial de Bellas Artes. Más tarde publicó cuatro álbumes.
Estudió en el instituto de North High en Newton (Massachusetts), Massachusetts para más tarde ir a la Universidad Stetson de DeLand, Florida, donde se graduó en música recibiendo el diploma que le acreditaba como tal. Continuó sus estudios en la Universidad Estatal de Florida en Tallahassee donde consiguió un master.
En 1997 participó en la película de Ridley Scott G.I. Jane como entrenador, tras su debut cinematográfico se mudó a Los Ángeles para proseguir con su carrera musical aparte de dar clases privadas. Como bien indica el principio del párrafo, a finales de los años 90 debutó en algunas películas y series televisivas. Después de aparecer en Alias, en 2008 apareció en la película Indiana Jones y el reino de la calavera de cristal y Get Smart. En 2012 interpretó a Yuri, un guía turístico, en la película Chernobyl Diaries, que le granjeó críticas positivas.
Como actor de voz, ha prestado su voz en la producción de varios videojuegos. Su primer trabajo fue Medal of Honor: European Assault.

## Muerte
Murió a la edad de 52 años en su casa en Coral Gables, Florida, el 21 de abril de 2020 por una sobredosis accidental de medicamentos recetados.

## Filmografía

### Cine
| Año  | Película                                           | Personaje        | Observaciones |
| ---- | -------------------------------------------------- | ---------------- | ------------- |
| 1997 | G.I. Jane                                          | Entrenador       |               |
| 1999 | The Settlement                                     |                  | No acreditado |
| 2006 | Love Made Easy                                     | Jugador de póker |               |
| 2006 | The Genius Club                                    | Jesse            |               |
| 2006 | Miriam                                             | Alexi            |               |
| 2007 | The Longest Yard Sale                              | Grammy           |               |
| 2008 | Remarkable Power                                   | Ivan             |               |
| 2008 | Superagente 86                                     | Subalterno ruso  |               |
| 2008 | Indiana Jones y el reino de la calavera de cristal | Abogado          |               |
| 2010 | Burning Palms                                      | Bob              |               |
| 2012 | Chernobyl Diaries                                  | Yuri             |               |
| 2013 | Company of Heroes                                  | Ivan Puzharski   |               |
| 2013 | Clubhouse                                          | Misha            |               |
| 2016 | They're Watching                                   | Vladimir Filat   |               |

### Serie de TV
| Año  | Serie                                   | Personaje                               | Observaciones                     |
| ---- | --------------------------------------- | --------------------------------------- | --------------------------------- |
| 1997 | Total Security                          | Guardaespaldas                          |                                   |
| 1997 | Diagnosis: Murder                       | Sicario                                 |                                   |
| 1998 | Timecop                                 | Sargento                                |                                   |
| 1999 | Walker, Texas Ranger                    | Robert Jackson                          |                                   |
| 1999 | Pensacola: Wings of Gold                | Anton Marisovich                        |                                   |
| 2000 | V.I.P.                                  |                                         |                                   |
| 2000 | 18 Wheels of Justice                    | Alexei                                  | no acreditado                     |
| 2001 | The Wild Thornberrys                    | Elder Beaver                            | Voz                               |
| 2004 | Alias                                   | Vilmos                                  |                                   |
| 2005 | Wanted                                  | Darsikska                               |                                   |
| 2006 | The Suite Life of Zack & Cody           | Asistente                               |                                   |
| 2006 | The Suite Life of Zack & Cody           | Camarero                                |                                   |
| 2007 | Mentes criminales                       | Lyov Lysowsky                           |                                   |
| 2007 | Shark                                   | Gavin Lundy                             |                                   |
| 2007 | Burn Notice                             | Boris                                   |                                   |
| 2008 | The Riches                              | Ruso                                    |                                   |
| 2008 | My Own Worst Enemy                      | Gold Teeth                              |                                   |
| 2008 | Without a Trace                         | Yuri Ovsenko                            |                                   |
| 2009 | CSI: Miami                              | Andrei                                  |                                   |
| 2009 | Padre de familia                        |                                         | Voz                               |
| 2010 | General Hospital                        | Babak                                   | 3 episodios Inacreditado          |
| 2011 | Sons of Anarchy                         | Jefe ruso                               |                                   |
| 2012 | How I Met Your Mother                   | Arvydas                                 |                                   |
| 2012 | Perception                              | Alexi Topaloff                          | Episodio: "Faces"                 |
| 2013 | Project: SERA                           | Zakir                                   | Episodio: "Immunity"              |
| 2014 | Bones                                   | Dimitri Romanov                         | Episode: "The Master in the Slop" |
| 2014 | 2 Broke Girls                           | Yuri                                    | Episode: "And the Kilt Trip"      |
| 2016 | Gortimer Gibbon's Life on Normal Street | Green Beret                             | Episode: "Gortimer vs. White Hat" |
| 2016 | Murder in the First                     | Janko Kolar                             | Episode: "Rise of the Phoenix"    |
| 2017 | Teenage Mutant Ninja Turtles            | Vulko, Lone Knight, Lead Knight (voces) | 2 Episodios                       |

### Videojuegos
| Año  | Título                                    | Personaje                                                          | Observaciones     |
| ---- | ----------------------------------------- | ------------------------------------------------------------------ | ----------------- |
| 2005 | Medal of Honor: European Assault          | Varios personajes                                                  | Voces adicionales |
| 2005 | Quake 4                                   | Sledge                                                             |                   |
| 2006 | SOCOM: U.S. Navy SEALs Combined Assault   | Líder paramílitar                                                  |                   |
| 2006 | SOCOM: U.S. Navy SEALs Fireteam Bravo 2   | Varios personajes                                                  | Voces adicionales |
| 2008 | Iron Man                                  | Boris Bullski Titanium Man                                         |                   |
| 2008 | Command & Conquer: Red Alert 3            | Cmdte. Oleg Vodnik                                                 |                   |
| 2008 | Fracture                                  |                                                                    |                   |
| 2008 | Call of Duty: World at War                | Comisario                                                          |                   |
| 2008 | Aion: The Tower of Eternity               |                                                                    |                   |
| 2009 | Resistance: Retribution                   | Líder Cloven Cloven 2                                              |                   |
| 2009 | Command & Conquer: Red Alert 3 – Uprising | Cmdte. Oleg Vodnik                                                 |                   |
| 2009 | Wolfenstein                               | Agente Golden Dawn Agente de la Wehrmacht Agente del mercado negro |                   |
| 2009 | Uncharted 2: Among Thieves                | Soldados serbios                                                   |                   |
| 2009 | Rogue Warrior                             | Soldado ruso Capitán de los SEAL                                   |                   |
| 2010 | Iron Man 2                                | General Valentin Shatalov Soldados del Roxxon                      | Voces adicionales |
| 2010 | Singularity                               |                                                                    | Voces adicionales |
| 2010 | Crackdown 2                               |                                                                    |                   |
| 2010 | Spider-Man: Shattered Dimensions          | Sandman                                                            |                   |
| 2010 | Call of Duty: Black Ops                   | Varios personajes                                                  | Voces adicionales |
| 2011 | Uncharted 3: Drake's Deception            | Soldado serbio                                                     |                   |
| 2012 | Ghost Recon: Future Soldier               | Evgeny Petrakov                                                    |                   |
| 2012 | Call of Duty: Black Ops II                |                                                                    | Voces adicionales |
| 2013 | Tomb Raider                               |                                                                    |                   |
| 2013 | Metro: Last Light                         | Secretario general Moskvin                                         |                   |
| 2013 | The Last of Us                            |                                                                    | Voces adicionales |
| 2015 | Evolve                                    | Markov                                                             |                   |
| 2015 | Battlefield Hardline                      |                                                                    | Voces adicionales |
| 2015 | Fallout 4                                 | Vadim Bobrov                                                       |                   |
| 2015 | Rise of the Tomb Raider                   |                                                                    | Voces adicionales |
| 2016 | XCOM 2                                    | Soldado                                                            |                   |
| 2016 | Deus Ex: Mankind Divided                  |                                                                    | Voces adicionales |
| 2016 | Call of Duty: Infinite Warfare            |                                                                    |                   |